# Zuhal Demir
Zuhal Demir (Genk, 2 maart 1980) is een Belgisch politica met Turkse roots voor N-VA. Sinds oktober 2019 is ze minister in de Vlaamse regering.

## Biografie
Zuhal Demir werd geboren in Genk in een Koerdisch gezin van gastarbeiders. Haar vader kwam in de jaren 70 naar België om in de mijnen te werken. Ze is alevitisch (een spirituele stroming binnen de islam) opgevoed maar is zelf niet praktiserend. Ze werd geboren met de Turkse nationaliteit, maar deze heeft ze in 2017 laten intrekken.

### Studies
Na haar middelbare studies Latijn-Grieks op het Lyceum Genk ging ze in 1998 rechten studeren aan Katholieke Universiteit Leuven waar ze in 2003 afstudeerde als licentiaat in de rechten. Nadien behaalde ze in 2004 nog een master in sociaal recht aan de VUB. Van 2004 tot 2012 was ze actief in een internationaal advocatenkantoor in Antwerpen, als advocate gespecialiseerd in arbeidsrecht.

### Parlementslid
Bij de federale verkiezingen van juni 2010 stond zij voor de eerste maal op de lijst in de kieskring Antwerpen voor de N-VA. Ze werd verkozen en behaalde als vierde op de lijst 10.248 voorkeurstemmen. In de Kamer werd Demir onder meer lid van de commissie Sociale Zaken.

### Districtsvoorzitster
Bij de gemeenteraadsverkiezingen van oktober 2012 werd Demir voor de N-VA-lijst in het district Antwerpen als de nieuwe districtsvoorzitter gekozen. Deze functie oefende ze van begin januari 2013 tot eind december 2015 uit. Het districtscollege werd gevormd door de partijen N-VA, Groen en Open Vld. Bij de federale verkiezingen van mei 2014 werd ze herkozen in de Kamer, ditmaal met 19.473 voorkeurstemmen. Toen ze als staatssecretaris aantrad, werd haar mandaat van Kamerlid vanaf februari 2017 onderbroken.

### Voorzitster van de raad van bestuur van het Agentschap Integratie en Inburgering
Eind 2013 werd ze door de Vlaamse regering-Peeters II benoemd tot voorzitster van de raad van bestuur van het nieuwe Agentschap Integratie en Inburgering. Ze bleef dit tot in 2017.
In februari 2015 lokte ze controverse uit met een fotoshoot voor P-Magazine in het Parlement.
Begin 2016 verhuisde ze om familieredenen terug naar Genk waardoor ze ontslag moest nemen als voorzitter van de Antwerpse districtsraad. In Antwerpen werd ze op 1 januari 2016 als districtsvoorzitter opgevolgd door toenmalig schepen Paul Cordy. Cordula Van Winkel werd de nieuwe schepen in het college. In 2016 nam ze deel aan de documentairereeks Terug naar eigen land, waarin haar uitgesproken mening over de vluchtelingenstroom de aandacht trok.

### Staatssecretaris voor Armoedebestrijding, Gelijke Kansen, Personen met een beperking, Grootstedenbeleid en Wetenschapsbeleid
Op 24 februari 2017 werd Demir staatssecretaris voor Armoedebestrijding, Gelijke Kansen, Personen met een beperking, Grootstedenbeleid en Wetenschapsbeleid. Ze volgde  partijgenote Elke Sleurs op, die ontslag nam om zich volledig te kunnen toeleggen op haar lijsttrekkerschap in Gent bij de gemeenteraadsverkiezingen van 2018.
In 2017, tijdens haar mandaat in de regering, werd ze moeder.

### Gemeenteraadslid in Genk
Tijdens de gemeenteraadsverkiezingen van oktober 2018 was ze lijsttrekker, en kandidaat-burgemeester, voor de N-VA in Genk. De partij haalde meer dan 27 procent van de stemmen en werd de op een na grootste in de gemeenteraad, maar belandde in de oppositie. Begin 2019 werd Demir gemeenteraadslid van de stad.
Demirs mandaat als staatssecretaris eindigde op 9 december 2018 met de val van Michel I. Hierdoor nam ze haar mandaat in de Kamer van volksvertegenwoordigers opnieuw op.

### Vlaams Minister van Omgeving, Justitie, Toerisme en Energie

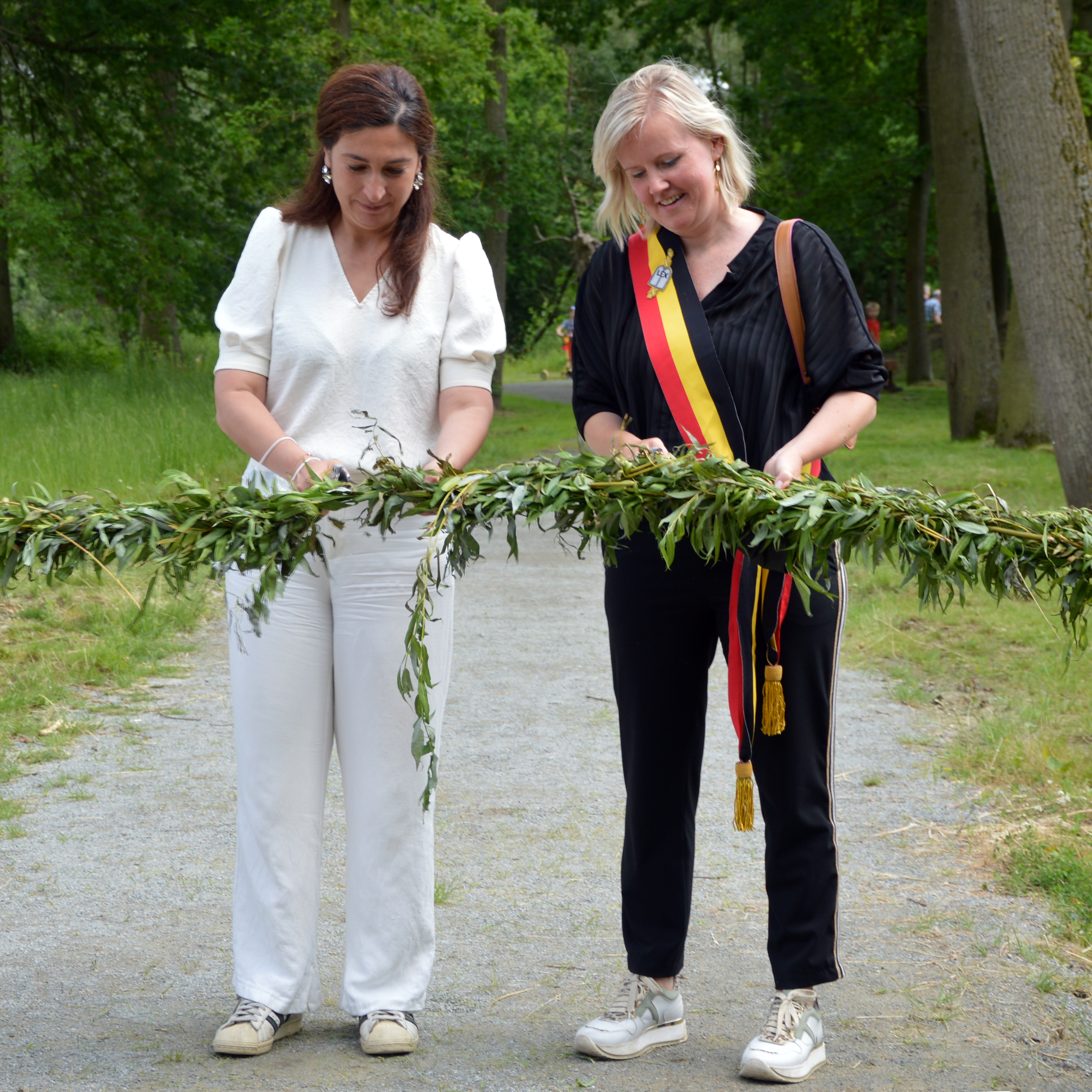
Minister Demir en burgemeester Katja Gabriëls (Open Vld) openden de vernieuwde Eendenkooi in Berlare plechtig op 20 juni 2021. De heraanleg kaderde in een natuurinrichtingsproject.

In mei 2019 trok ze de Limburgse lijst bij de federale verkiezingen. Demir werd herkozen in de Kamer met 61.444 voorkeurstemmen en zat er tot oktober 2019. Op 2 oktober werd ze lid van de Vlaamse regering-Jambon en kreeg er de bevoegdheden Omgeving, Justitie en Handhaving, Toerisme en Energie. In deze hoedanigheid kreeg ze te maken met belangrijke dossiers, waaronder de overbemesting en het Mestactieplan, de stikstofproblematiek, het Ventilus-project en de spreiding van de geluidshinder van de luchthaven van Zaventem. 
In 2022 weigerde ze de vergunning voor een illegaal uitgebate slipschool van de federale politie in het Hellebos. In januari 2023 engageerde ze zich om tot het uiterste te gaan om de Zeeparkduinen te vrijwaren van verkaveling.
Als klimaatminister van de N-VA werd haar obstructie verweten inzake Europese samenwerking omdat ze Belgische beslissingen tegenhield. Ze was ook niet aanwezig op de COP-top in Dubai, die ze "een show zonder veel bijdrage" noemde. Daarnaast werd Vlaanderen veroordeeld in de Klimaatzaak, een burgerinitiatief, dat de verschillende Belgische overheden, behalve de Waalse, in gebreke stelde in haar zorgplicht voor de bevolking door een gebrek aan adequate klimaatmaatregelen. Demir tekende cassatie aan, omdat de normen in het vonnis zwaarder zijn dan wat Europa oplegt. Ze zag ook geen draagvlak voor de opgelegde maatregelen en noemde de uitspraak schadelijk voor de economie. Bovendien hekelde ze het feit dat een Franstalige rechter Vlaanderen normen oplegde. Sommige politieke tegenstanders zagen daarom vooral een communautaire agenda in Demirs klimaataanpak.
Bij de Vlaamse verkiezingen van 9 juni 2024 was Demir lijsttrekker in Limburg en werd ze met ruim 65.000 voorkeurstemmen verkozen in het Vlaams Parlement. Op 30 september 2024 werd ze in de regering-Diependaele opnieuw Vlaams minister, ditmaal met de bevoegdheden Onderwijs, Werk en Justitie.
In oktober 2024 was Demir opnieuw kandidaat-burgemeester in Genk, waarvoor ze haar functie als Vlaams minister wilde opzeggen. Haar partij klom naar 30 procent van de stemmen en bleef de tweede grootste van de stad, maar werd opnieuw buiten de meerderheid gehouden.

## Eretekens
- 2019: Commandeur in de Orde van Leopold II.[24] In 2023 werd de titel ingetrokken, op haar eigen verzoek.[25]